# Große Maharscha-Synagoge

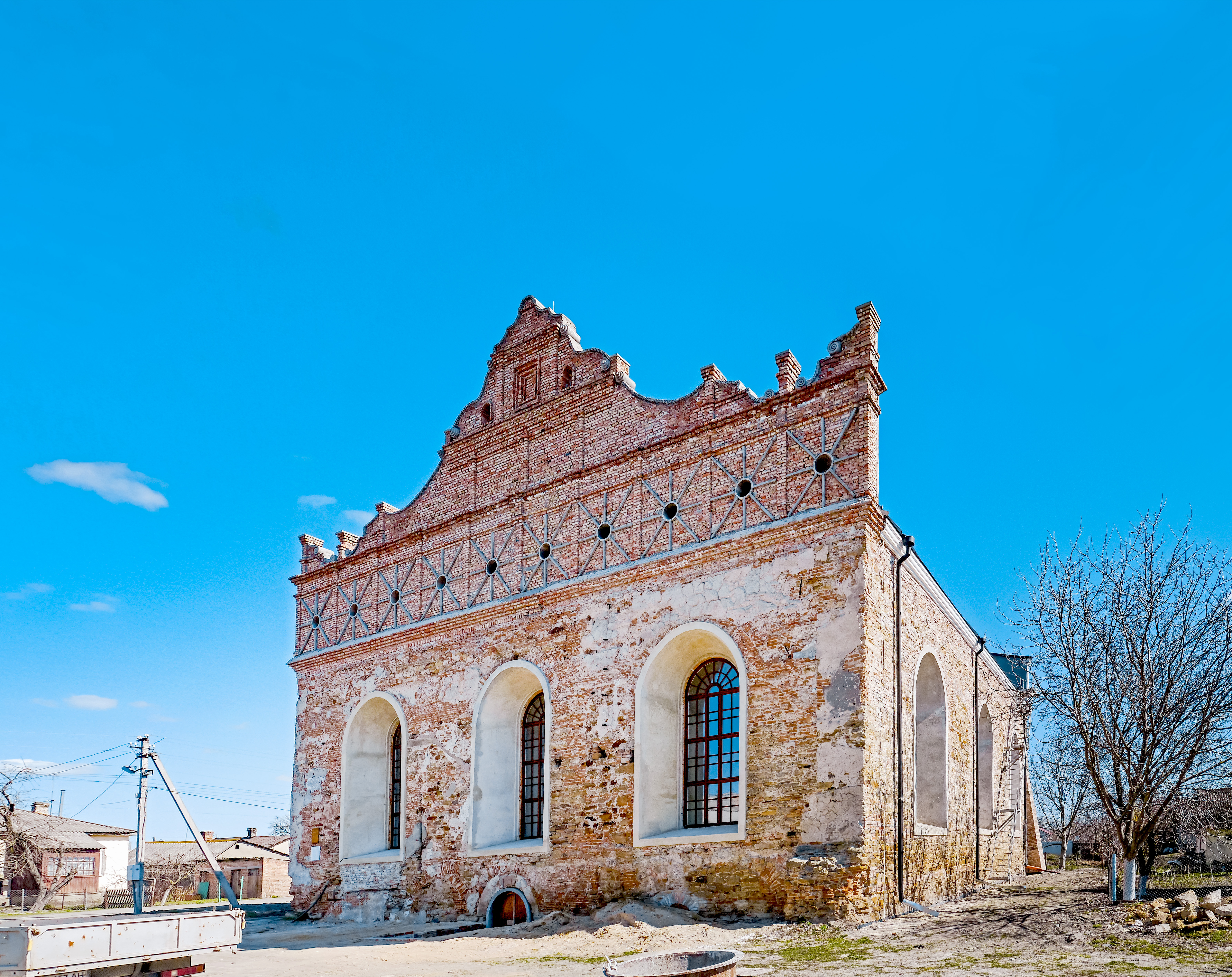
Synagoge Ostroh

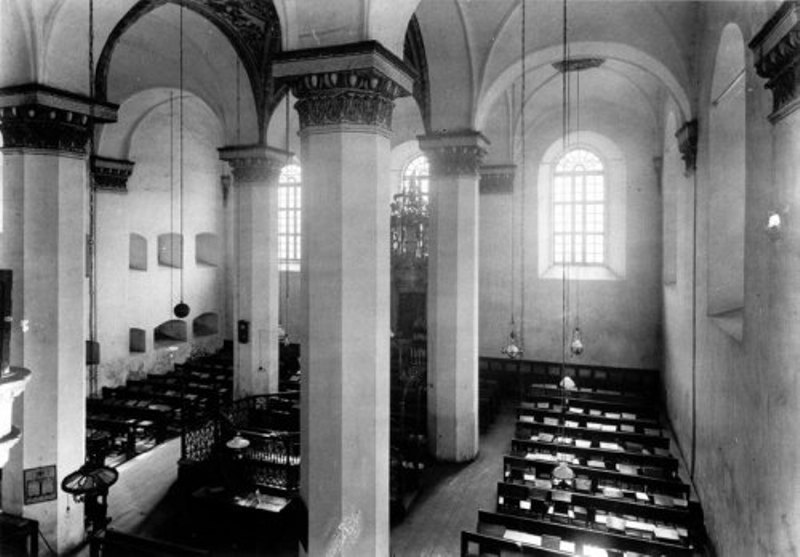
Innenraum mit den vier Pfeilern (1922)

Die Große Maharscha-Synagoge war eine Synagoge in Ostroh in der Ukraine. Sie wurde in der ersten Hälfte des 17. Jahrhunderts erbaut.

## Geschichte
Die jüdische Gemeinde von Ostroh lässt sich bis in das 15. Jahrhundert zurückverfolgen und ist damit eine der ältesten Gemeinden in Wolhynien im polnisch-litauischen Reich. Die Synagoge ist nach dem Rabbi Samuel Edels benannt, der in Ostroh lebte und lehrte und auch als Maharscha bekannt ist. Sie wurde vermutlich kurz nach 1627 erbaut. Nur wenige Jahre später wurde sie während des Chmelnyzkyj-Aufstands 1648 vorübergehend entweiht und für Verkaufsstände genutzt.
Nahezu 300 Jahren später wurde sie während der deutschen Besatzung und Ermordung der jüdischen Bevölkerung im Holocaust stark beschädigt. Nach dem Krieg wurde sie repariert und zunächst als pharmakologisches Warenhaus genutzt. Nachdem dieses an einen anderen Ort verlegt wurde, verfiel sie immer mehr.
Seit der Jahrtausendwende gab und gibt es immer mal wieder Pläne, sie zu restaurieren und als Museum zu nutzen.

## Architektur
Die Maharscha-Synagoge in Ostroh ähnelt in ihrem Baustil stark der wenige Jahre zuvor entstandenen Großen Vorstadt-Synagoge in Lemberg. Daher nimmt man an, dass sie von demselben Architekten (Giacomo Medleni) entworfen wurde. Dieser ließ sich dabei wahrscheinlich von (fiktiven) Rekonstruktionen des spanischen Jesuitenpaters Juan Bautista Villalpando inspirieren, in denen dieser den Salomonischen Tempel in Jerusalem darstellte.
In der Mitte des Hauptsaals stehen vier oktogonale Säulen, die das Kreuzgewölbe in neun gleich große Felder von flachen Bögen aufgliedert. Dadurch konnte ein größerer Raum überspannt werden, als es bis dahin möglich war. Die Bima stand zwischen den Säulen in der Mitte des Raumes. Diese Art der Gestaltung ist als Neun-Felder- oder Vier-Pfeiler-Synagoge bekannt und wurde auch in der etwa zeitgleich gebauten Großen Vorstadt-Synagoge in Lemberg gewählt. Sie verbreitete sich von hier aus bis in das 19. Jahrhundert nach Westen.
Auf jeder Seite der Synagoge befinden sich drei große Fenster.

## Ähnliche Synagogen
- Die Portugiesische Synagoge Amsterdams (erbaut 1675)
- Die Aschkenasische Synagoge Amsterdams (erbaut 1671)